# متحف كيراميكوس الأثري

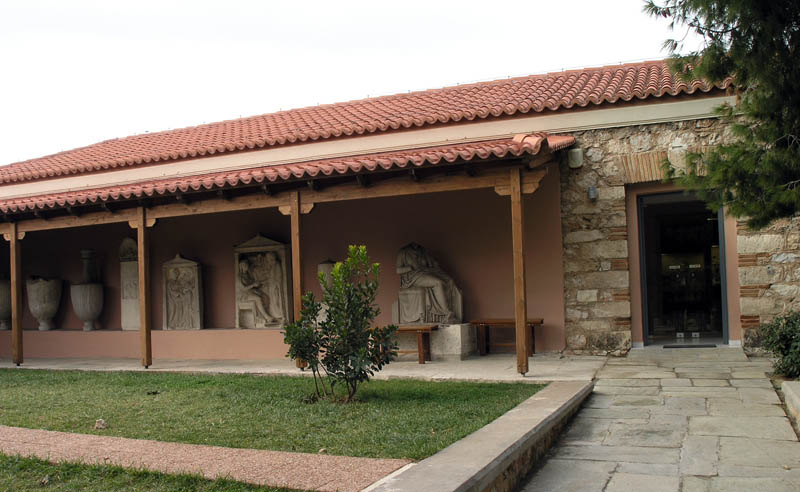
متحف كيراميكوس الأثري

يقع متحف كيراميكوس الأثري في كيراميكوس، أثينا، اليونان، وقد تم بناؤه عام 1937، ويضم العديد من القطع الفنية الهندسية القديمة المهمة التي يعود تاريخها إلى 860 قبل الميلاد، تم توسيعه في الستينيات من قبل الأخوين بورينجر"Boehringer" من شهرة شركة"Boehringer Ingelheim " عنوانها الرسمي هو إرمو"Ermou" أثينا 125، اليونان.

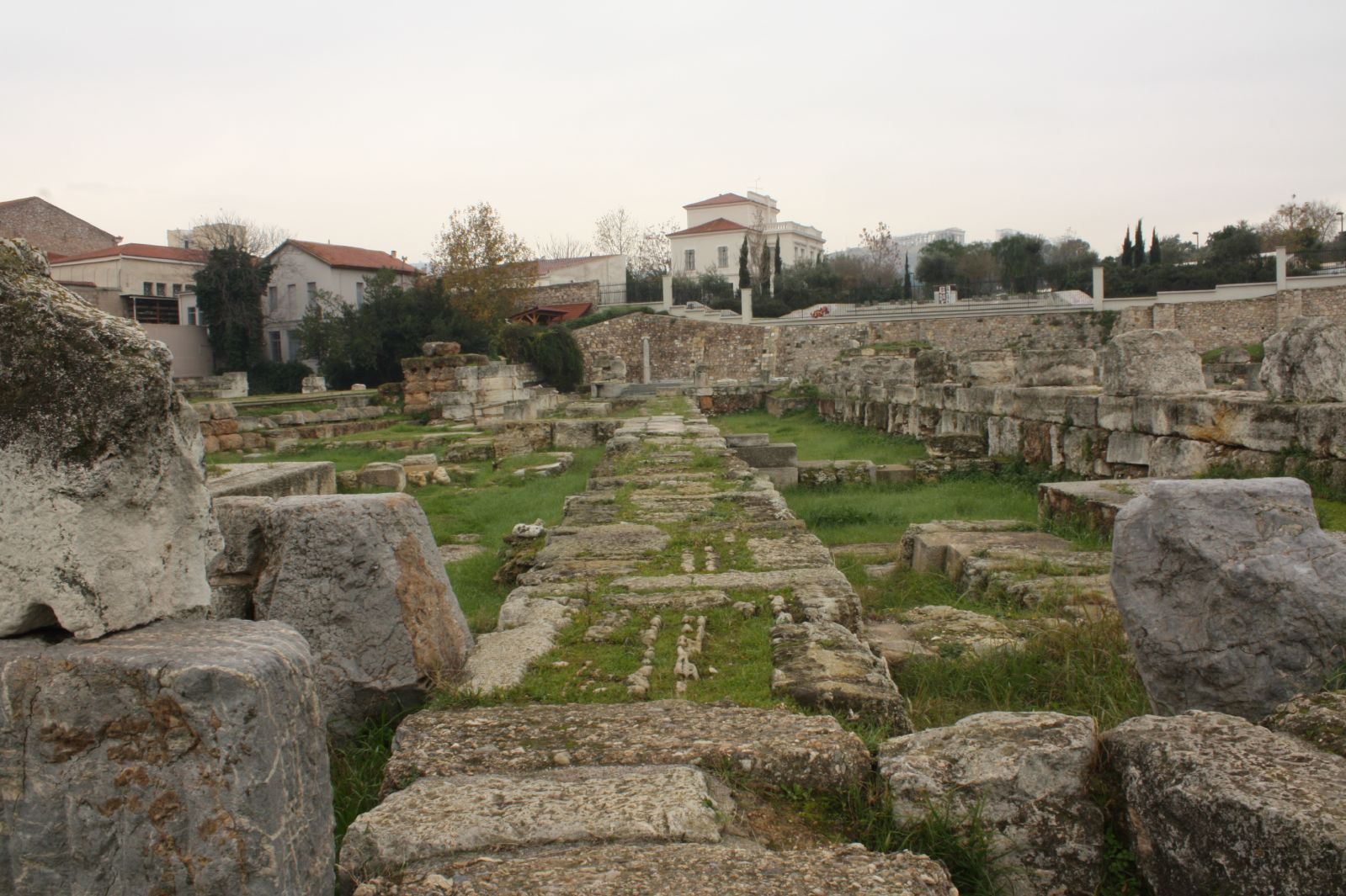
موقع كيراميكوس الأثري

## التاريخ
في عام 1863، بدأ علماء الآثار في البداية في إيواء الفخار وغيره من القطع الأثرية التي عُثر عليها في موقع الحفر في موقع استيطاني صغير مؤقت، كان معرضًا للمعهد الأثري الألماني الأكبر حتى تم بناء المتحف الرسمي في عام 1937 بواسطة"H. Johannes" وتم تمويله من قبل"Gustav Oberlander"، رجل أعمال بروسي، يقع المتحف مباشرة في منطقة كيراميكوس من بين المواقع الأثرية الشهيرة.
قام الأخوان بورينجر بتمويل توسعة المتحف، إنه متحف صغير في الهواء الطلق به أربع غرف فقط في طابق واحد، لكنها تضم العديد من الأعمال الجنائزية الهامة بالإضافة إلى التماثيل الكبيرة، يوجد داخل المتحف منطقة حديقة بها أشجار الزيتون والغار.

## المعارض
ثلاث من الغرف تحتوي على قطع أثرية تم العثور عليها في مقبرة كيراميكوس، الغرفة الأخرى تضم منحوتات وجدت من جميع العصور، الأثرية العديد من القطع الأثرية الموجودة في كيراميكوس هي جنائزية أو مرتبطة بالموت وتعكس المواقف الأثينية تجاه حياة الآخرة، على هذا النحو، فإن العديد من المنحوتات المعروضة هنا هي الجرار، ليكيثوي (نوع من الأوعية اليونانية القديمة)، نقوش، مسلات (آثار حجرية)، بالإضافة إلى المجوهرات، إلخ..

من أبرز النتائج هي من العروض التي ابتليت بها ضحايا طاعون أثينا وهناك أعمال من العصور القديمة والكلاسيكية والهلنستية والرومانية.

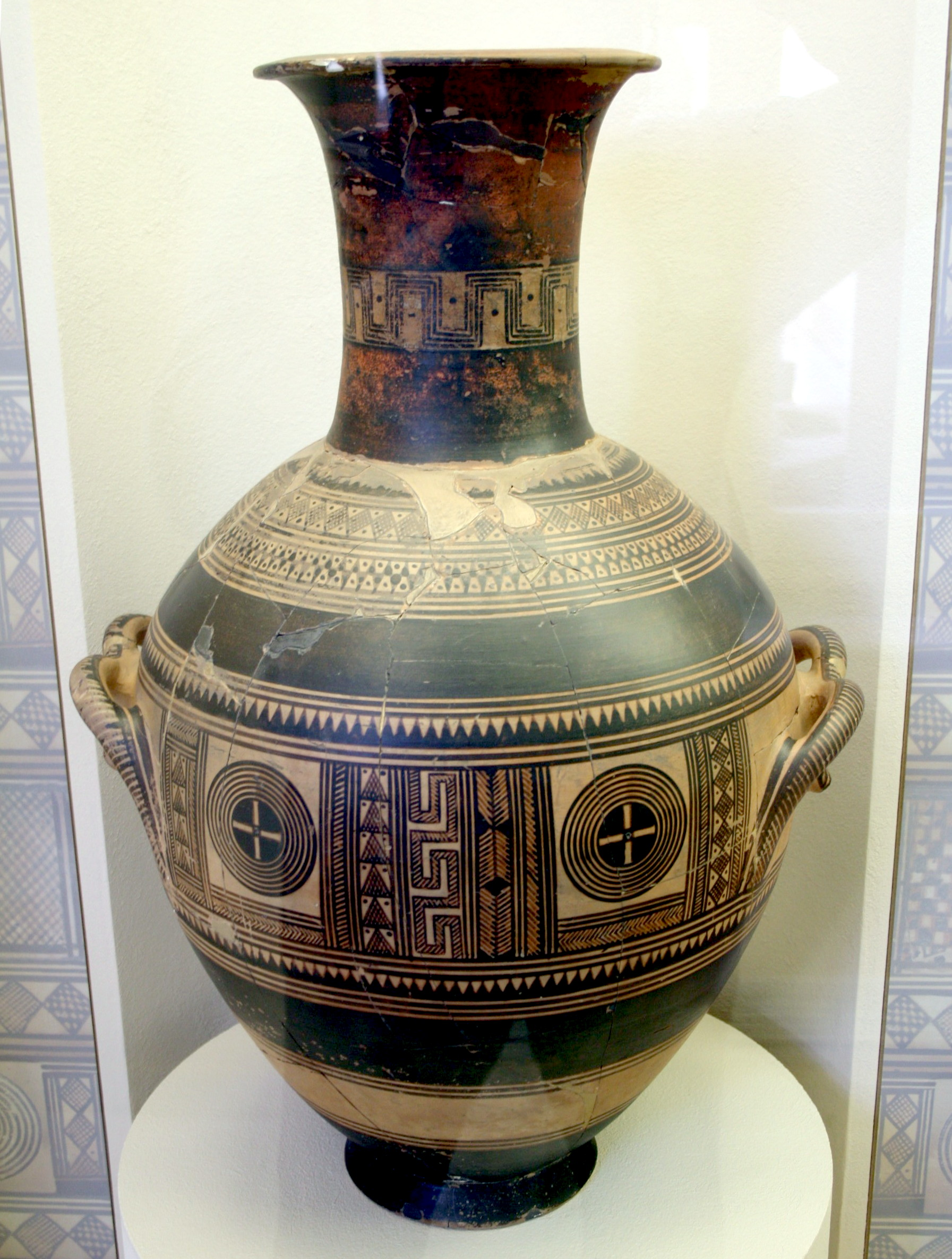
الجرة في القرن العاشر قبل الميلاد
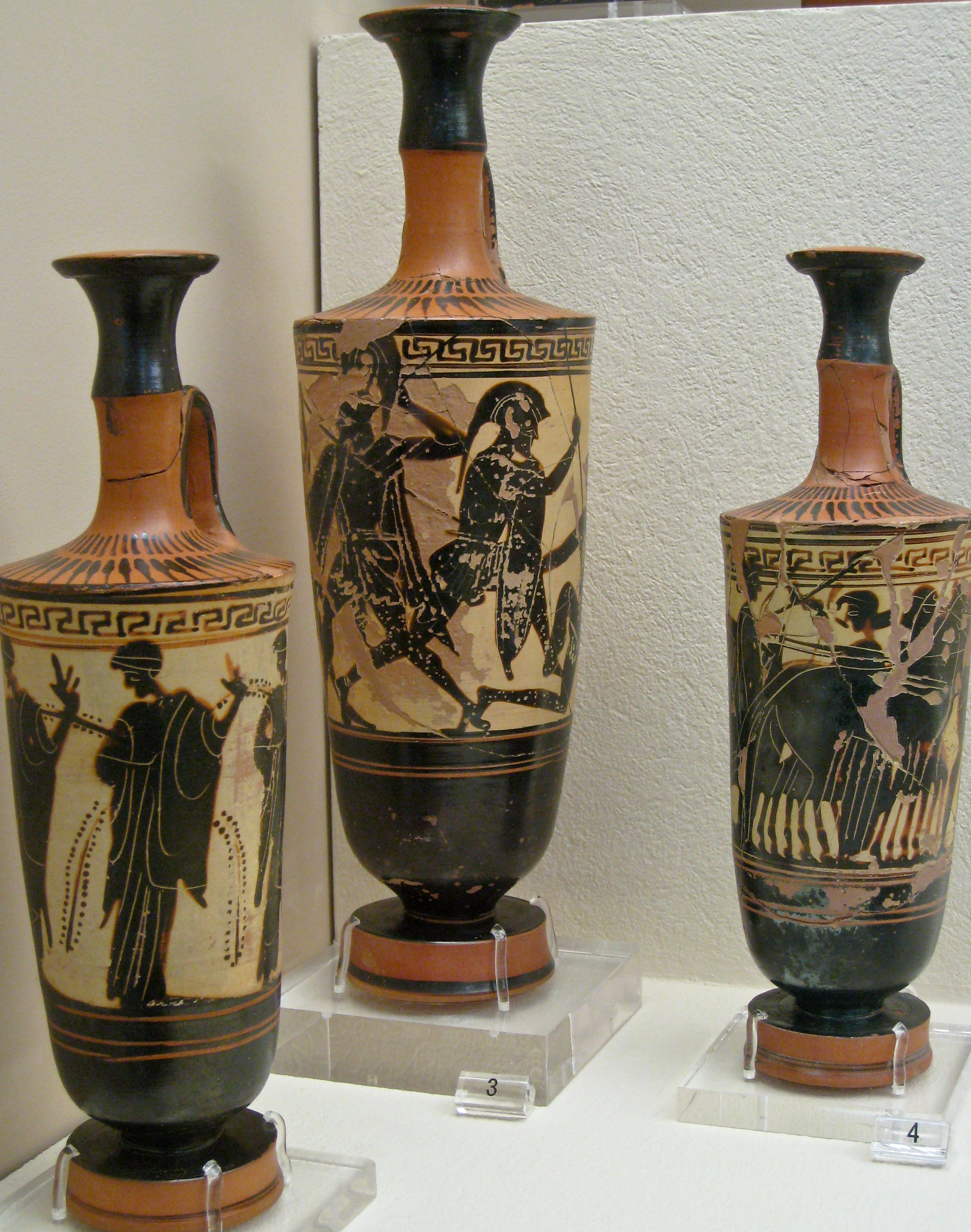
ليكيثوس أسود الشكل أبيض الأرضية
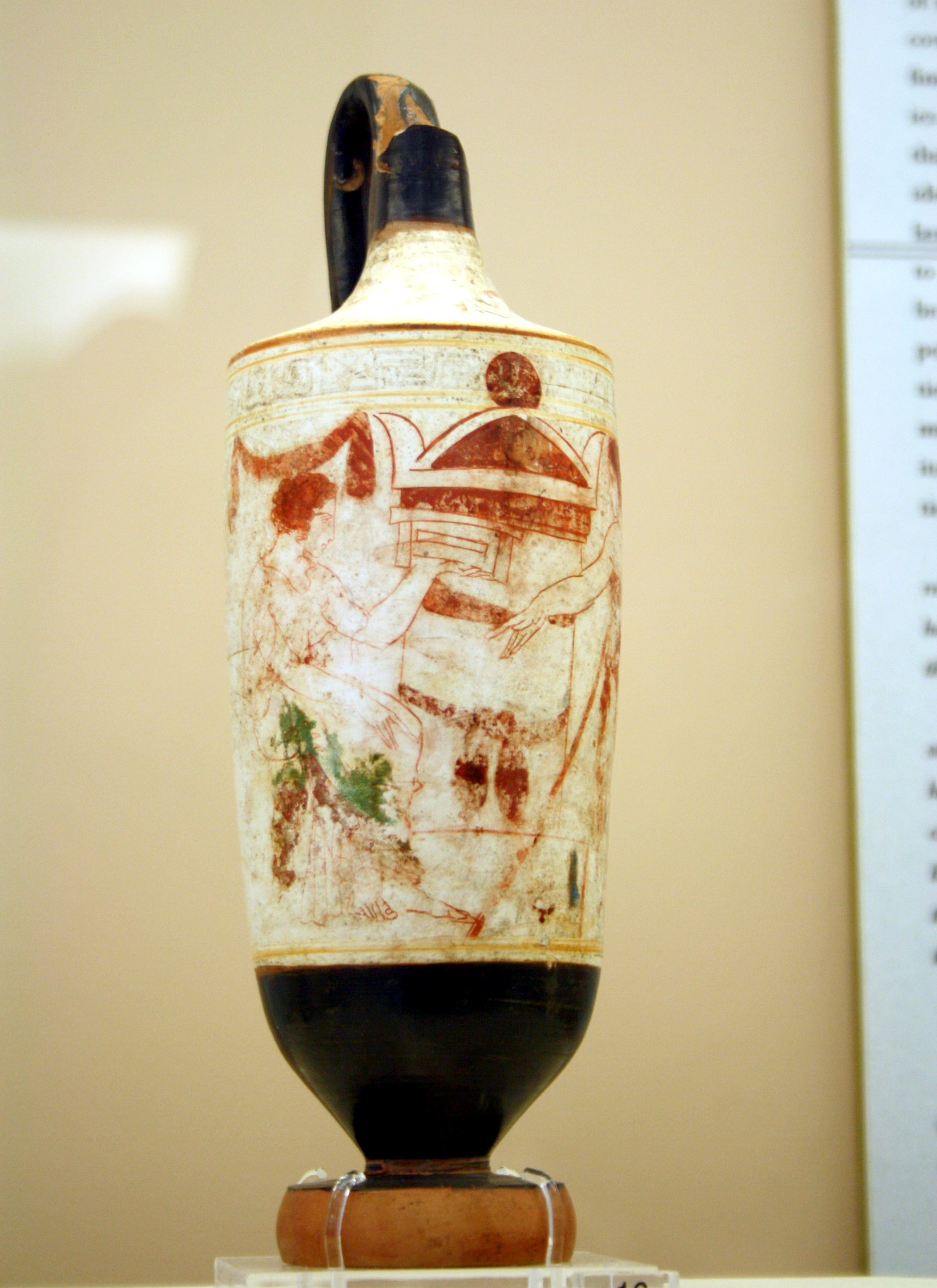
ليكيثوس ابيض الارضية
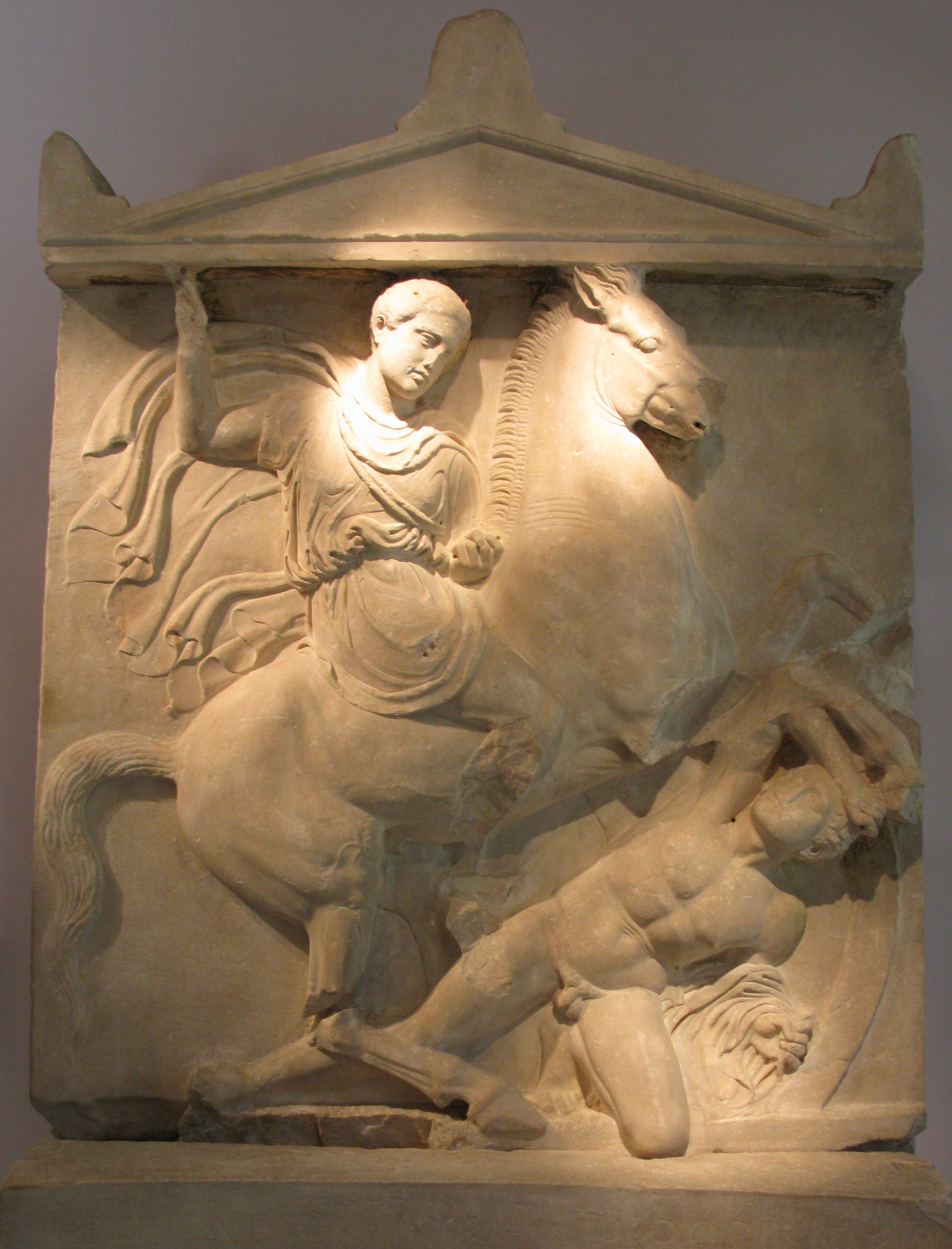
ابن ليسانياس من ثوريكوس (حوالي 390 قبل الميلاد)

## القطع الأثرية المسروقة
في عام 1982، تمت سرقة تمثال ليكيثوس أسود الشكل من المتحف الأثري.